# Moteur Ferrari V12 Colombo
Pour les articles homonymes, voir Moteur (homonymie), Ferrari, V12 et Colombo (homonymie).
Les moteurs Ferrari V12 Colombo sont une gamme constituant les premiers moteurs V12 du constructeur automobile italien Ferrari,, conçus par le motoriste de la marque Gioachino Colombo, fabriqués durant 41 ans, entre 1947 et 1988, pour remporter de nombreuses compétitions, et motoriser de nombreuses Ferrari GT, en particulier les Ferrari 250 Testa Rossa, Ferrari 250 GTO et Ferrari 365 Daytona.

## Historique
Après avoir fondé la Scuderia Ferrari en 1929 (importante concession, puis écurie de course officielle Alfa Romeo d'Enzo Ferrari) ce dernier conçoit son premier prototype Auto Avio Costruzioni 815 de 1940, puis fonde son usine Ferrari de Maranello en 1942, sa marque Ferrari en 1947, sa première Ferrari 125 S de Grand Prix automobile, pour remporter son premier Grand Prix automobile de Rome 1947,,, et commercialiser ses premières Ferrari 166 routières de 1948.

Quelques moteurs Ferrari V12 Colombo
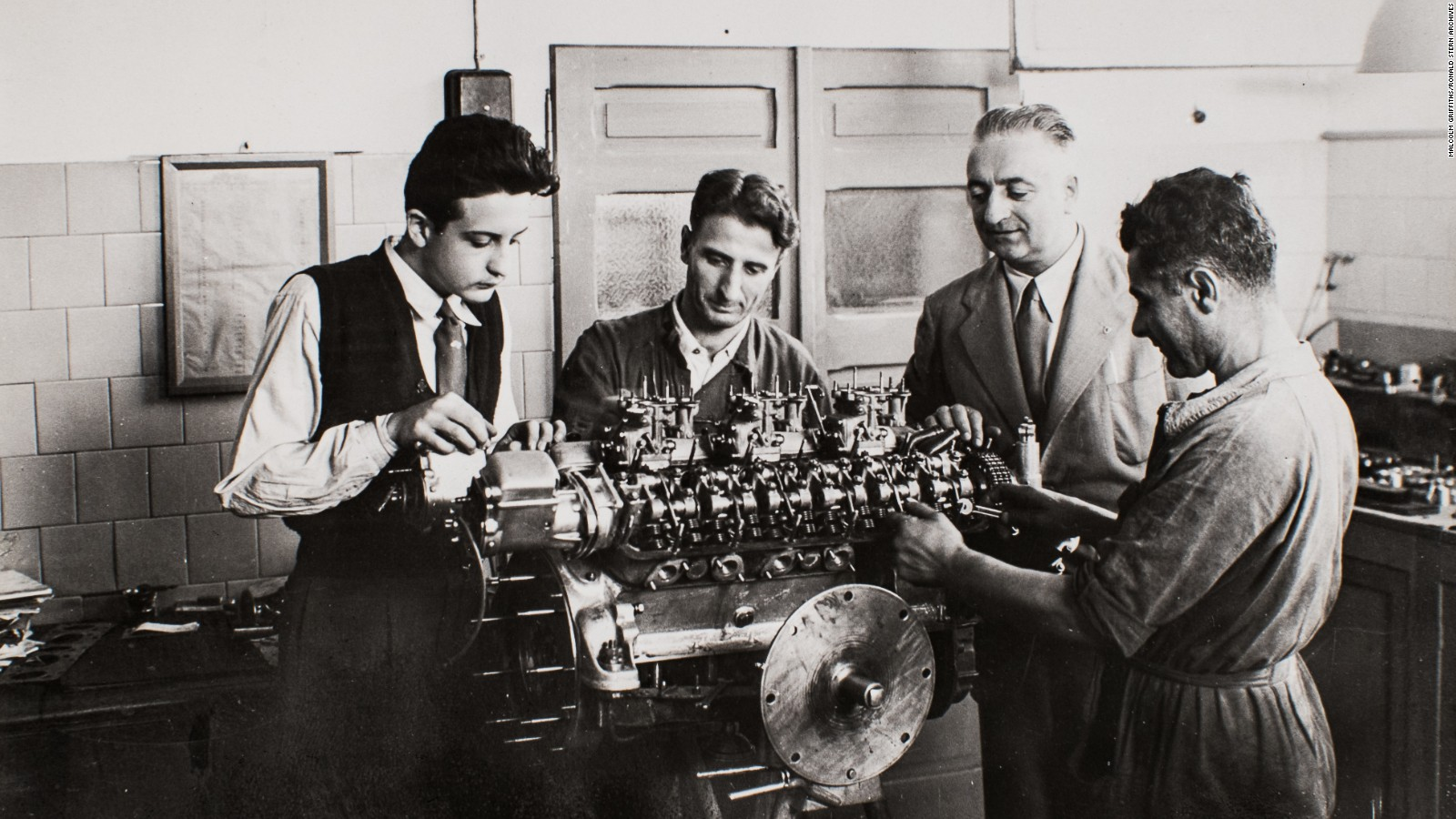
Enzo et Dino Ferrari (père et fils) en 1947.
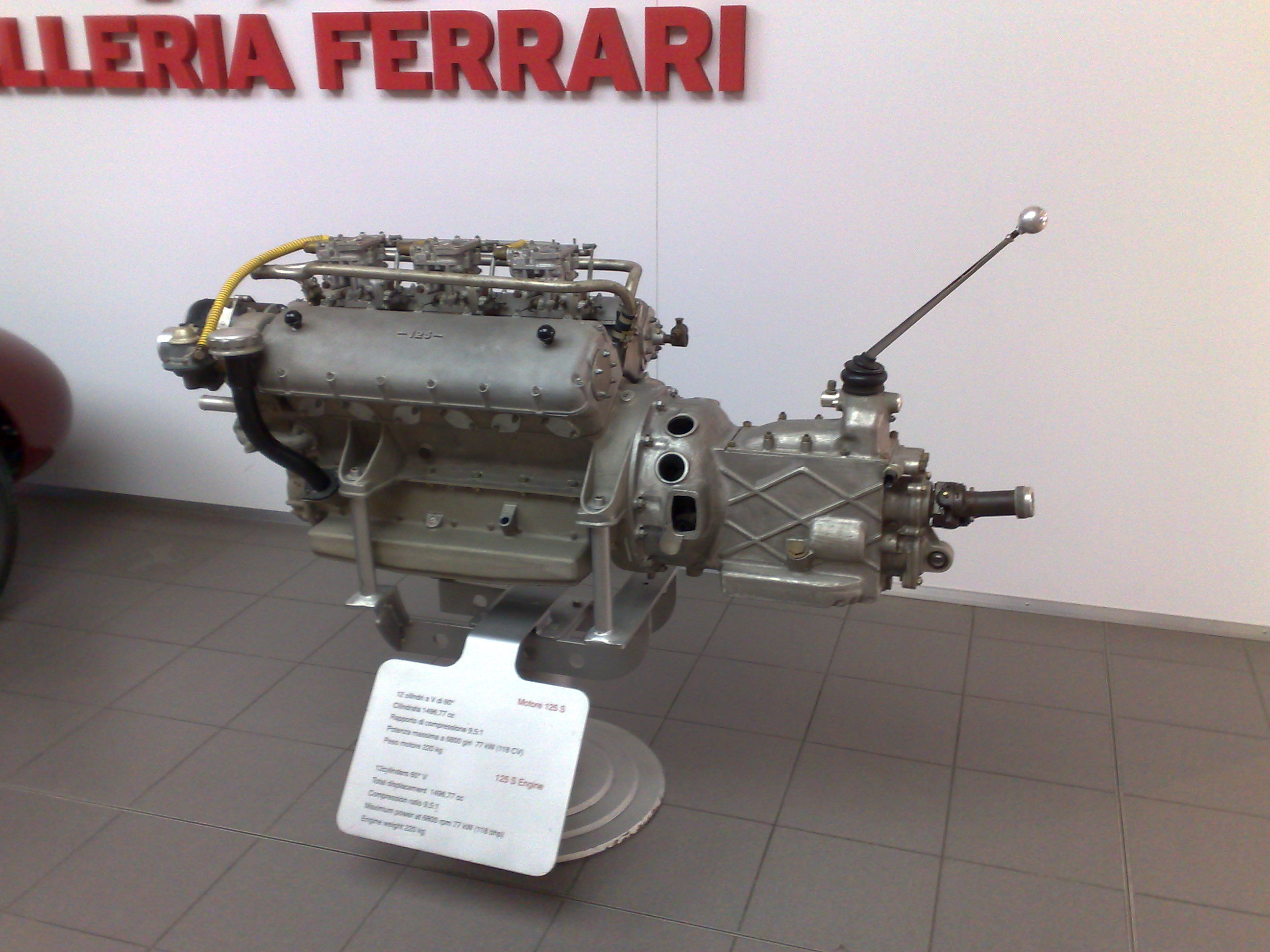
Colombo 125 de Ferrari 125 S (1947).
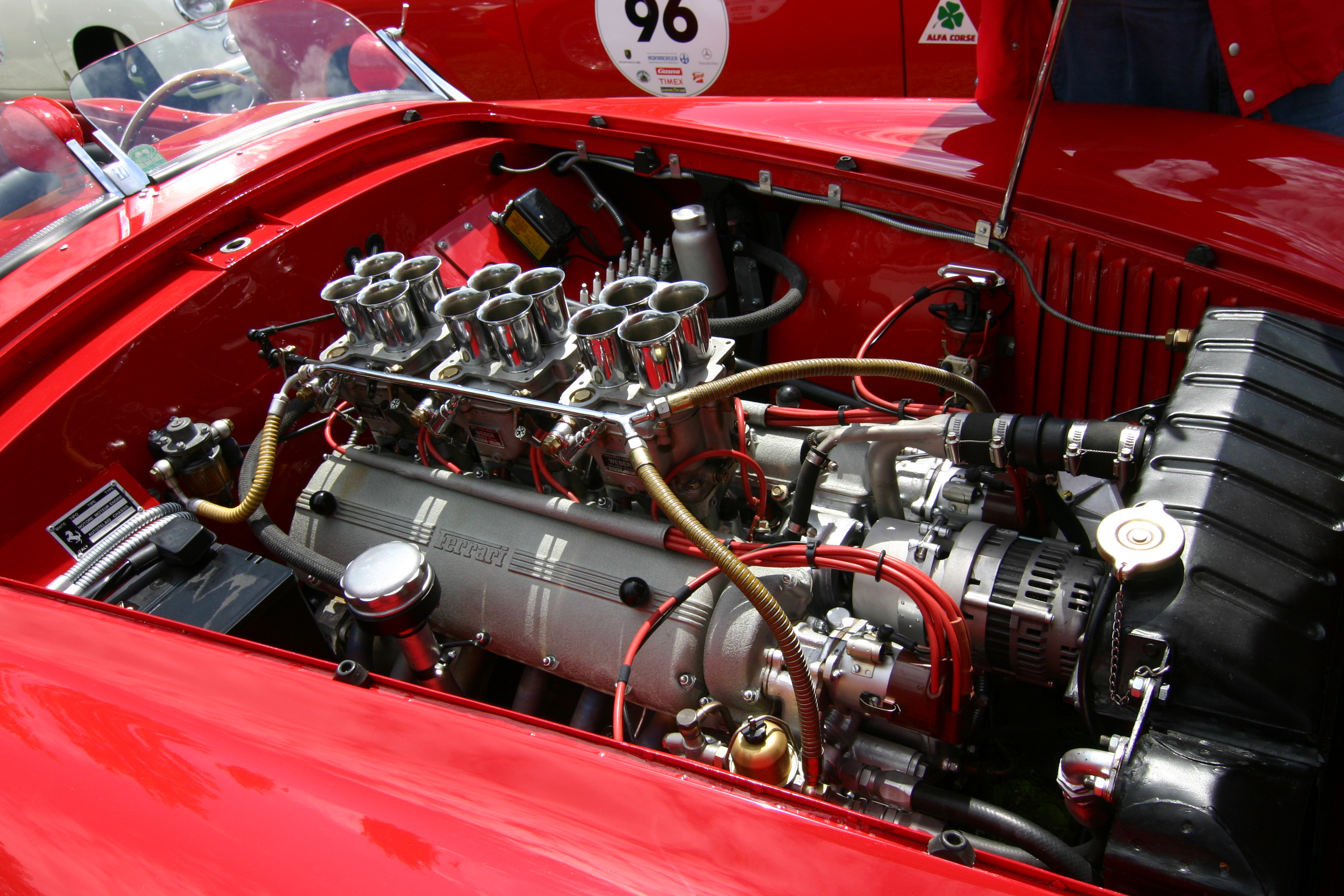
Ferrari 212 (1951).

Cette première Ferrari 125 S de compétition est motorisée par le premier moteur Ferrari V12 « Colombo » de la marque, conçu par les motoristes Ferrari Gioacchino Colombo et Giuseppe Busso (ex-ingénieurs Alfa Romeo) avec la participation de Dino Ferrari. Les caractéristiques du moteur respectent la réglementation en vigueur à la création des premiers Grand Prix de Formule 1 de 1946, avec 1,5 l de cylindrée, compresseur root, et triple carburateurs Weber doubles corps, développant 118 à 260 ch, et autorisant une vitesse de pointe de 170 km/h. Apparu pour la première fois le 11 mai 1947, ce moteur remporte six victoires en 14 courses cette année-là, avec pour principales concurrentes les Alfa Romeo 158 (conçues par Colombo), Maserati 4CLT/48, ou Talbot-Lago T26C. 

Quelques modèles emblématiques
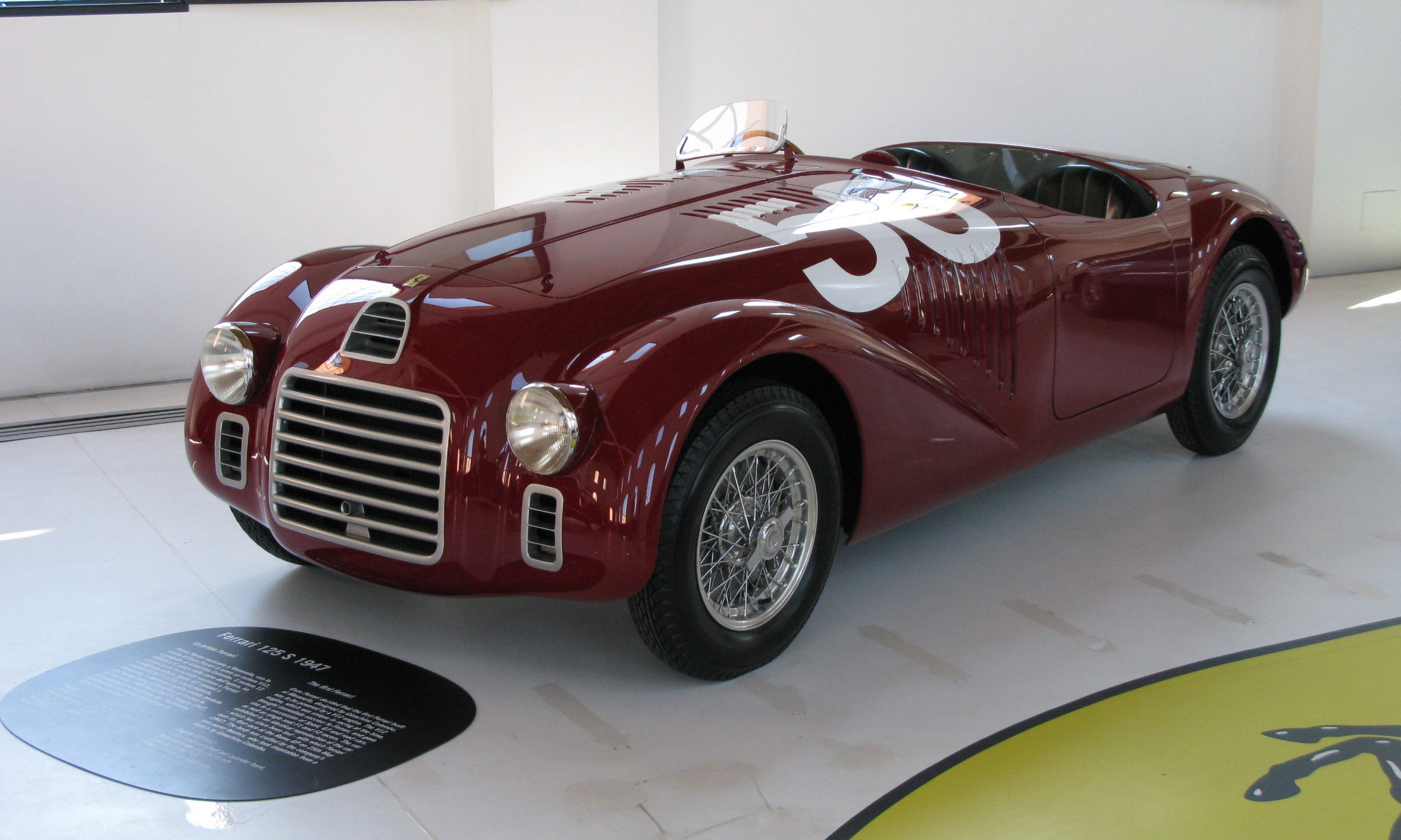
Ferrari 125 S (1947).
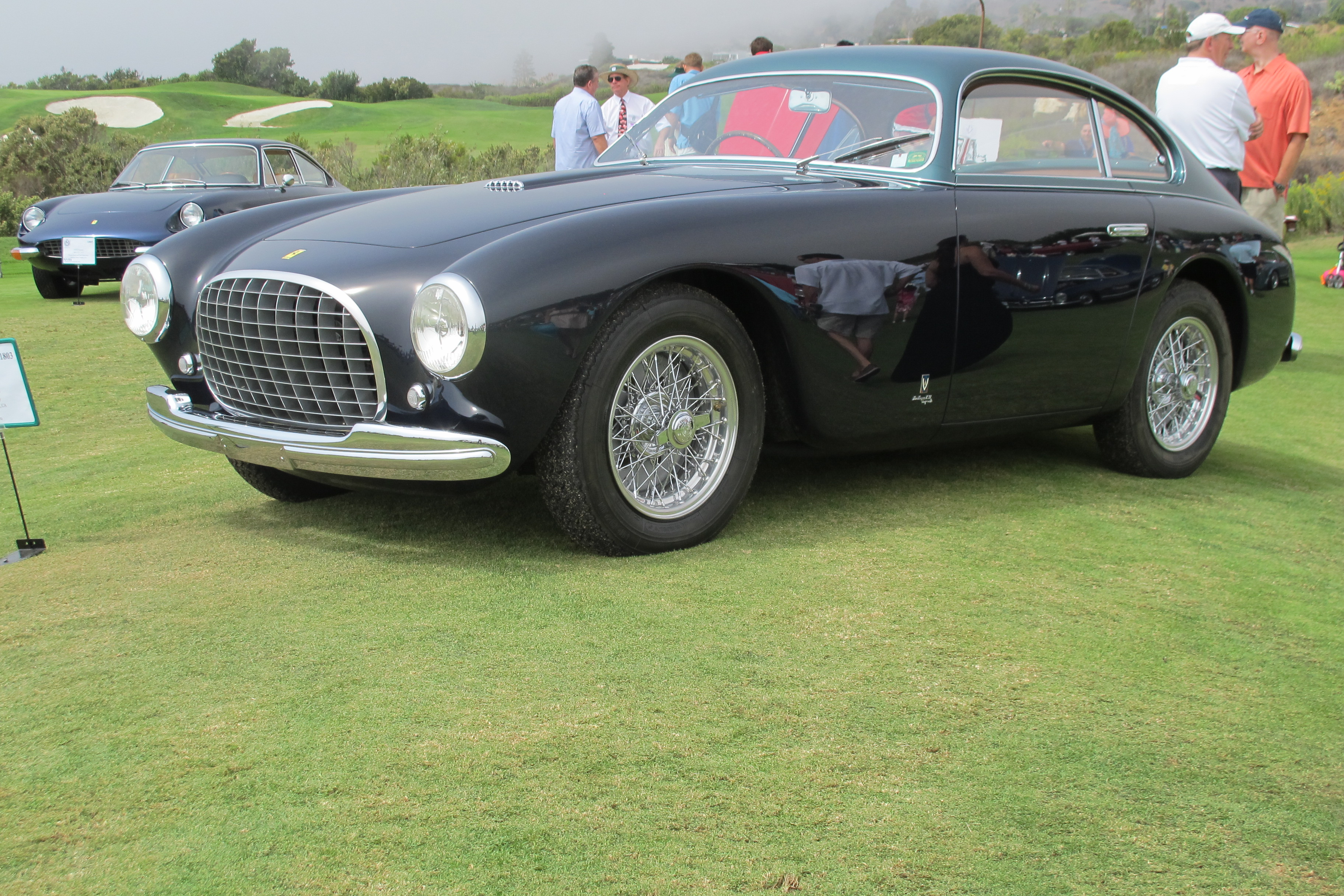
Ferrari 212 Vignale (1951).
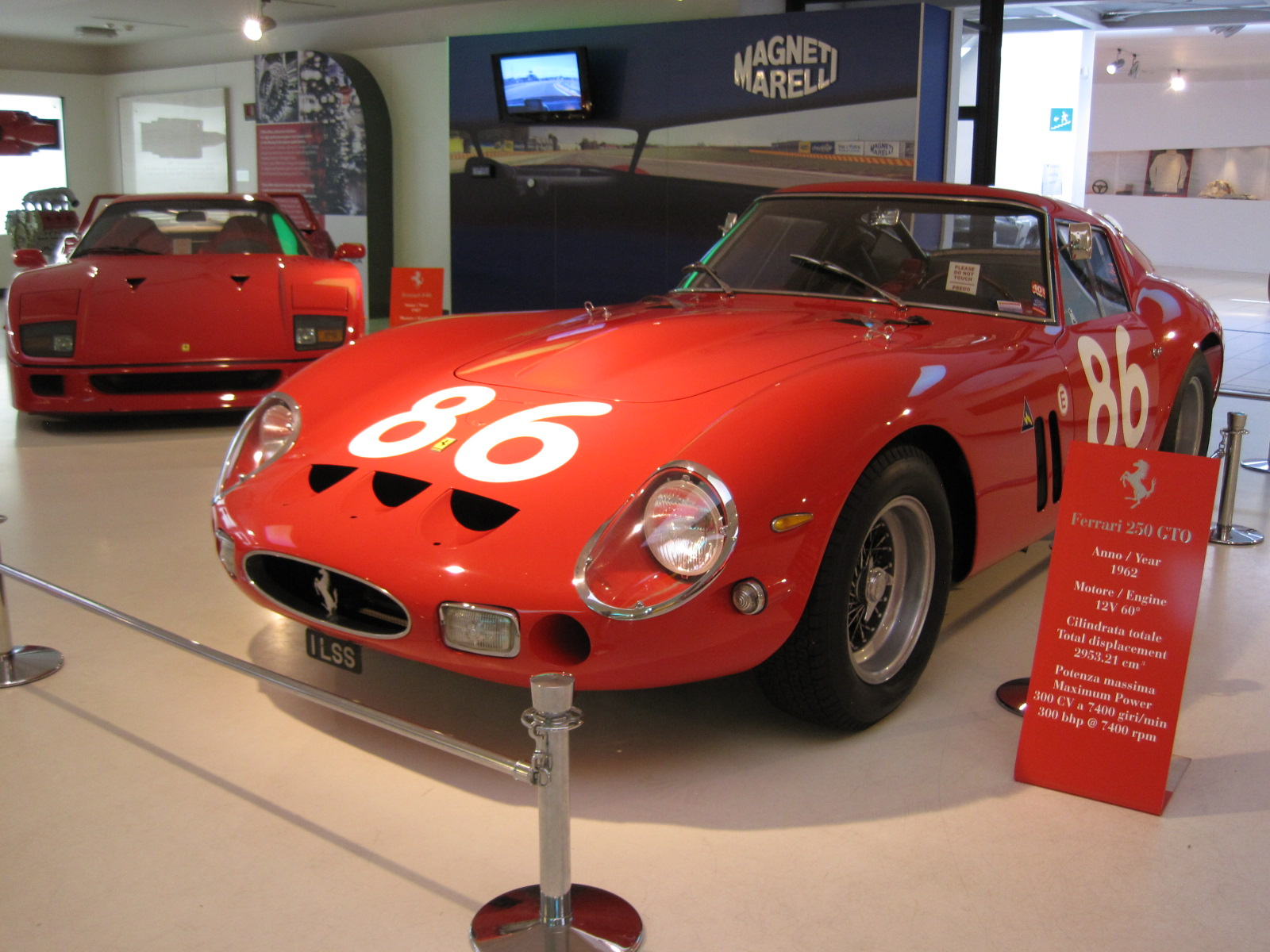
Ferrari 250 GTO (1962).
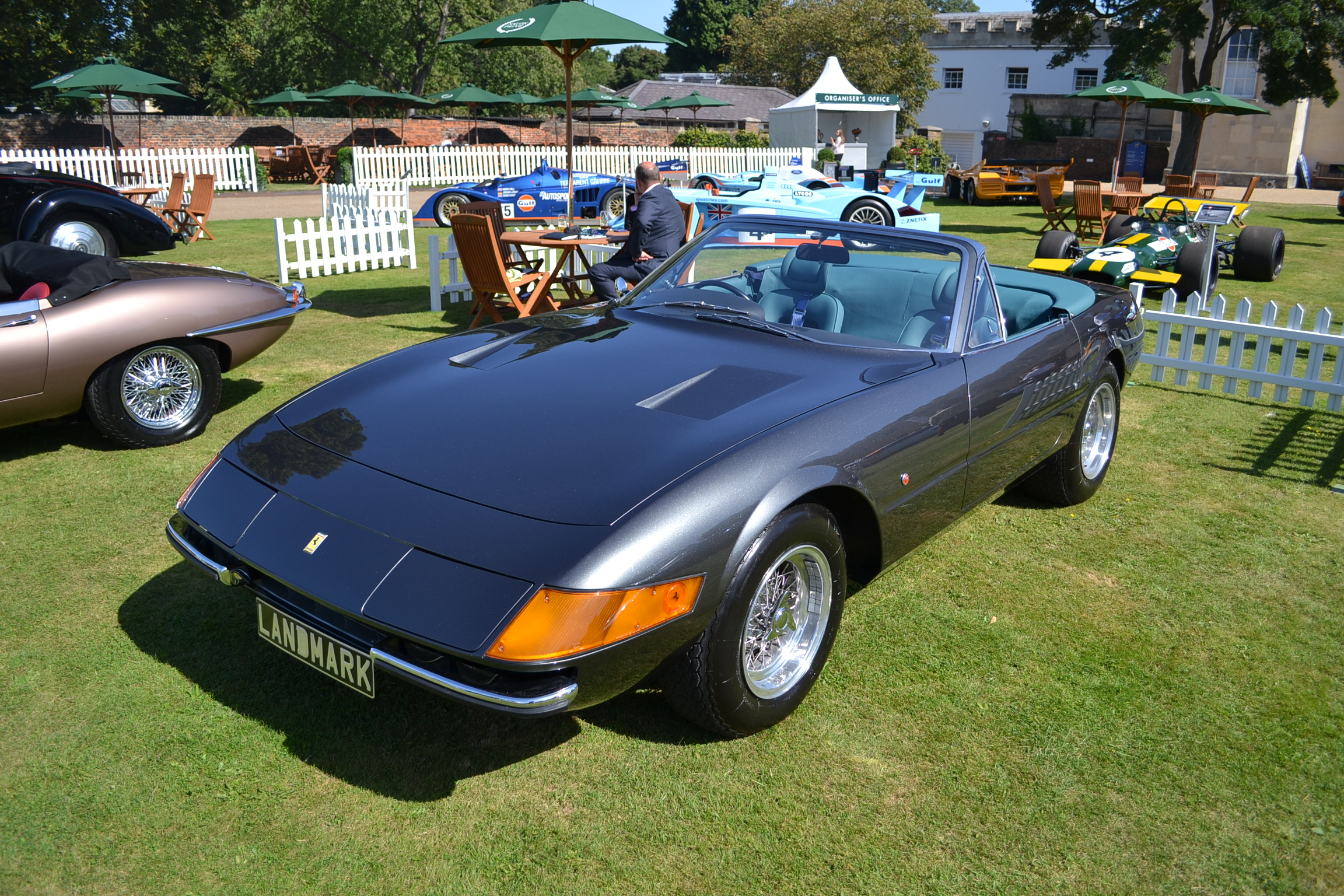
Ferrari 365 Daytona (1968).

Ce moteur est décliné durant une longue carrière de 41 ans, en de nombreuses versions pour les voitures de compétition de la Scuderia Ferrari, et pour des routières Grand tourisme de prestige, emblématiques de la marque à l'époque. Les caractéristiques varient de 1,5 à 4,9 l de cylindrée, avec simple puis double arbre à cames en tête, 24 soupapes (deux soupapes par cylindre), 1, 3, ou 6 carburateurs Weber, avec simple ou double compresseurs. 
Le motoriste de Ferrari Aurelio Lampredi développe entre 1948 et 1959 sa série de moteurs Ferrari V12 Lampredi (en) (concurrente de ce moteur) avec des cylindrées de 3,3 puis 4,1 et 4,5 l, utilisés à partir de 1950 sur les Ferrari 275, Ferrari 340, et Ferrari 375 F1. Des versions de moteurs Ferrari Dino et moteur Ferrari V12 Jano V6, V8 et V12 rivalisent en Formule 1, Formule 2, sport-prototypes, et championnat du monde des voitures de sport, entre 1956 et 1978, avec ce moteur V12 Colombo. Le moteur Ferrari 12 cylindres à plat lui succède à partir de 1973.

## Modèles

### Routière GT
- 1948-1953 : Ferrari 166
- 1950-1951 : Ferrari 195
- 1951-1953 : Ferrari 212
- 1952-1964 : Ferrari 250
- 1963-1968 : Ferrari 330
- 1964-1968 : Ferrari 275
- 1966-1967 : Ferrari 365
- 1976-1979 : Ferrari 400

### Compétition, Formule 1
- 1947 : Ferrari 125 S
- 1947 : Ferrari 159 S
- 1948-1950 : Ferrari 125 F1
- 1950 : Ferrari 275 F1

Quelques modèles
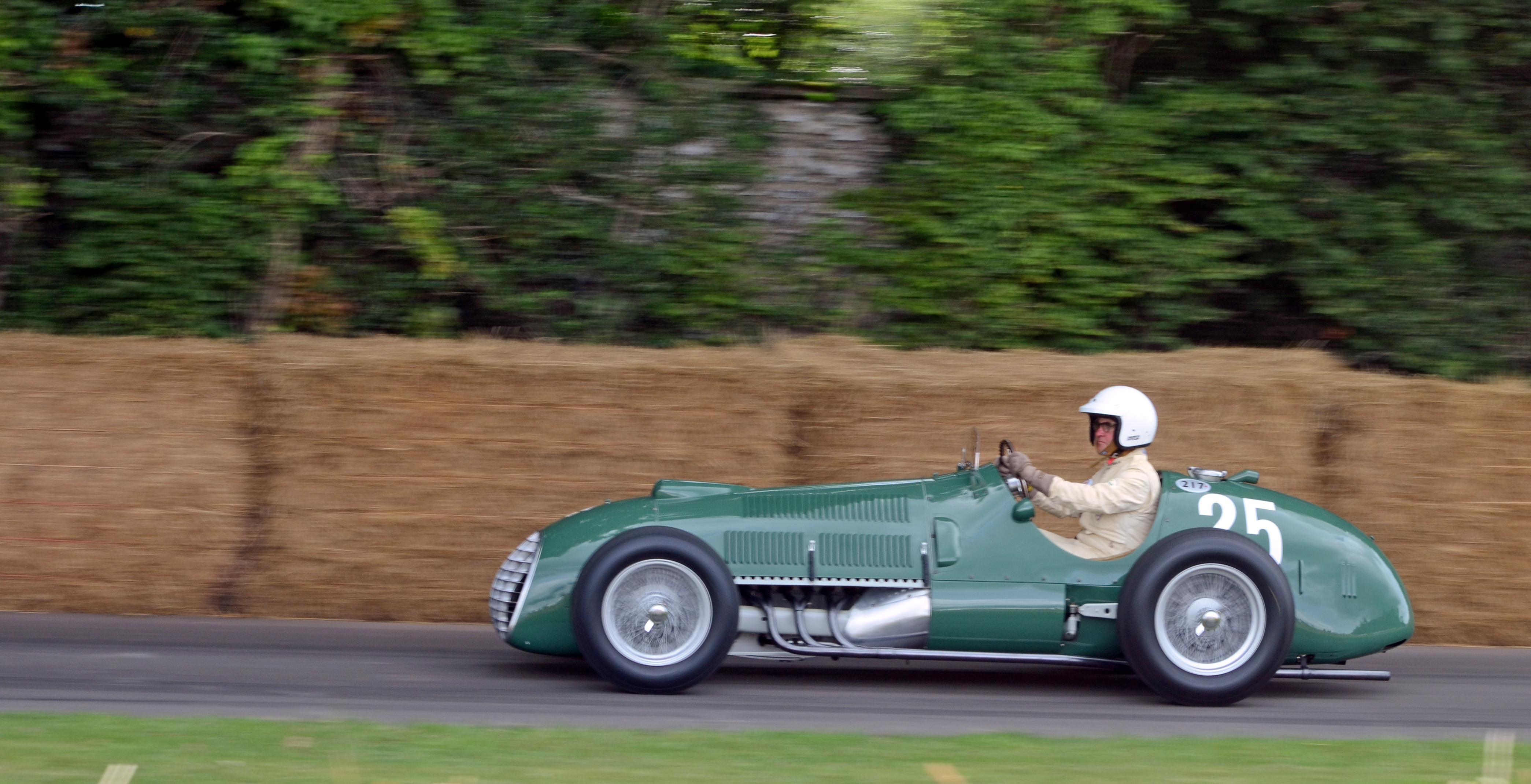
Ferrari 125 F1 (1948).
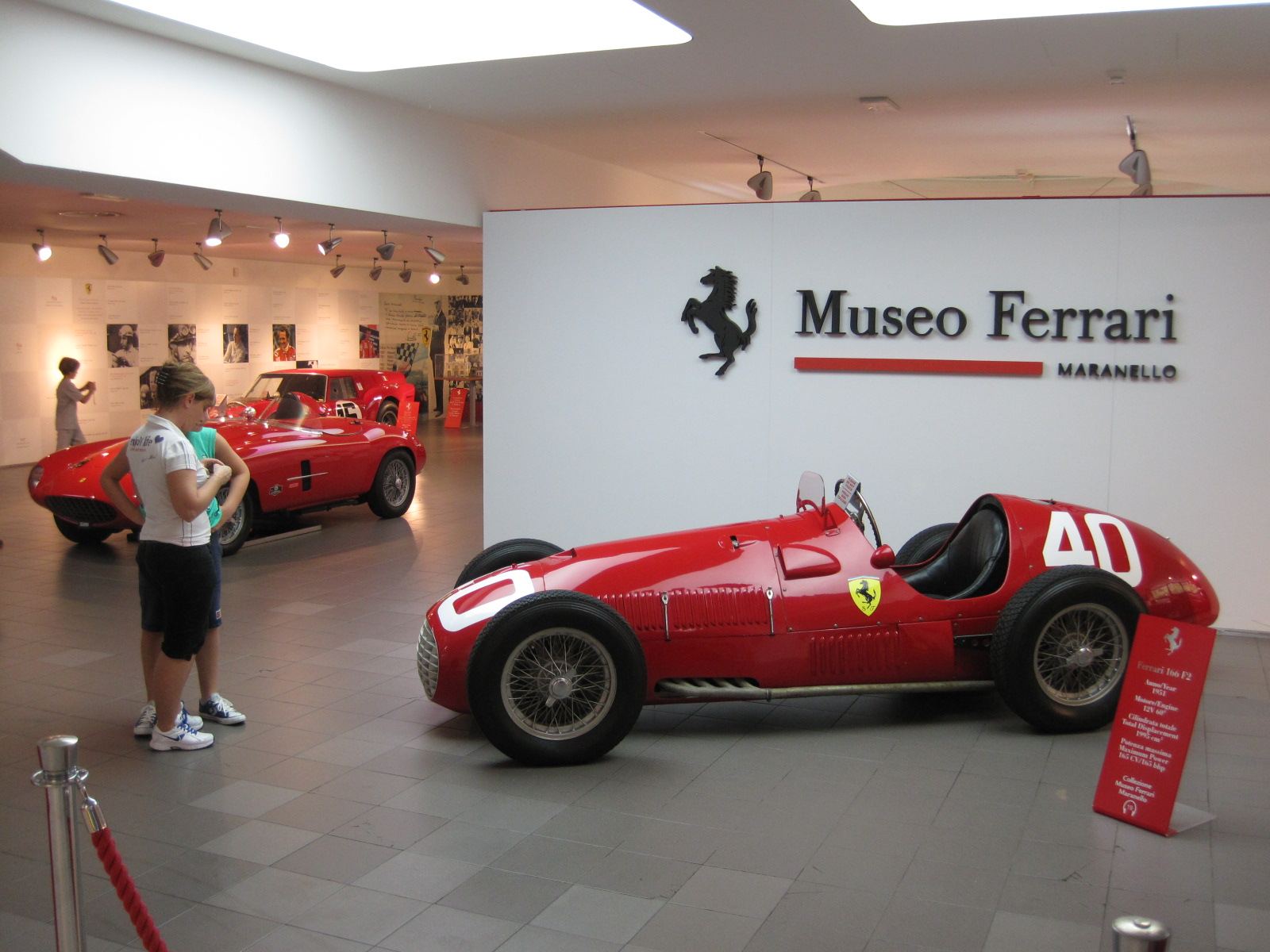
Ferrari 166 F2 (1948).
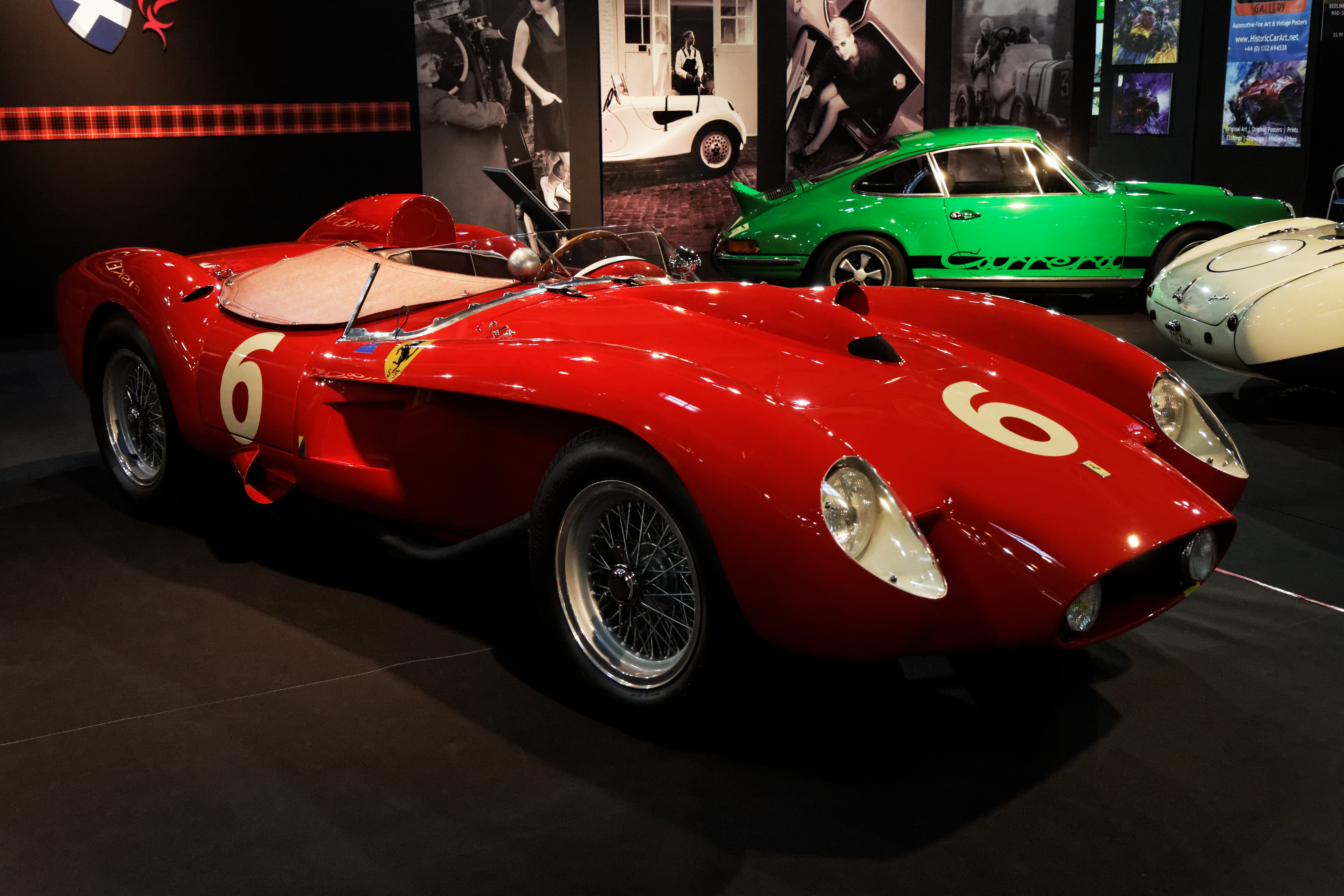
Ferrari 250 Testa Rossa (1957).
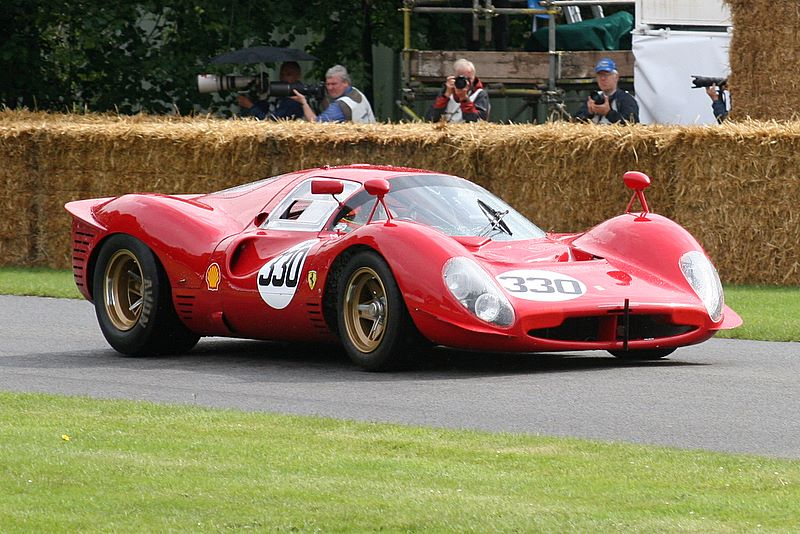
Ferrari 330 P3 (1966).